# 钨酸镉
钨酸镉是一种无机化合物，化学式为CdWO4，或简写为CWO。

## 用途
钨酸镉可用于闪烁体探测器来检测γ射线或中子辐射。它也是一些荧光透视仪器中钨酸钙的替代品。